# 瀬戸圭祐
瀬戸 圭祐（せと けいすけ、1960年4月 - ）は日本の自転車愛好家、アウトドアアドバイザー、野湯探検家。
トヨタ自動車株式会社勤務、NPO法人自転車活用推進研究会理事、（⼀社）グッドチャリズム宣言プロジェクト理事、読売カルチャーセンター講師。

## 経歴
大阪府生まれ。1972年中学1年生の時に自転車での淡路島一周を皮切りに、中学高校時代に日本全国を自転車で走破。自転車にて乗鞍岳（3026m）御嶽（3067m）に登頂し、富士山（3776m）には6合目から頂上までを1時間50分で担ぎ上げて最短記録を樹立。
国内の2000m以上の峠や主だった峠を全て自転車で制覇。
1979年同志社大学経済学部入学。大学時代に北米大陸ロッキー山脈、北極圏スカンジナビア山脈、アルプス山脈、西ヒマラヤ／カラコルム山脈、ヒンズークシュ山脈など世界5大山脈を単独で自転車縦走。アルプス山脈とカラコルム山脈では山岳氷河に自転車を担ぎ上げ、氷河を自転車走行。
1983年トヨタ自動車株式会社入社。海外担当として世界の約70ヵ国を飛び回る。
1994年～1997年英国駐在。現在は日本にて海外広報担当。
自転車活用推進研究会やグッドチャリズム宣言プロジェクトを通じて「より良い自転車社会」を目指したボランティア活動を長年継続中。これまでに、環境省「環境に優しい⾃転⾞の活⽤⽅策検討会」検討員、 (⼀財)自転車普及協会事業評価委員、丸の内朝⼤学「快適⾃転⾞ライフクラス」講師、日本アドベンチャーサイクリストクラブ副代表などを歴任。
2000年頃から野湯探索に目覚め、全国奥地の野湯を探し出して入湯している。
これまでに120湯以上の野湯に辿り着き入湯した。

## 著書
自転車関連著書
快適自転車ライフ宣言（株式会社 三栄　2023年）
ジテツウ完全マニュアル（ベースボールマガジン社　2012年）ISBN 978-4583104706
爽快自転車バイブル　(毎日新聞社　2011年) ISBN 978-4620793818
自転車ツーリングビギナーズ (八重洲出版　2009年)ISBN 978-4861441301
自転車生活スタートガイド（水曜社　2006年）ISBN 978-4880651736
青春を賭けるって気分イイゼ! (冬樹社　1983年) ASIN B000J7FYAU
アウトドア関連著書
全国野湯100選（イカロス出版　2024年）
命知らずの湯（三才ブックス　2021年）ISBN 978-4866732930
雪上ハイキング スノーシューの楽しみ方（JTBパブリッシング　2007年）ISBN 978-4533069666
家族で楽しむ!アウトドア大研究（社　2004年）ISBN 978-4880651187
オートキャンプを2倍楽しむ（山と渓谷社　1994年）ISBN 978-4635500128

### 連載など
『まっぷる』昭文社「NO 野湯 NO LIFE！」
『ソトラバ』交通タイムス社「たどり着けるかは運次第！？　究極の秘湯・野湯探検記～」
『FUNRiDE』アールビーズ社「瀬戸圭祐の快適自転車ライフ宣言」
『FUNRiDE』アールビーズ社「瀬戸圭祐のHappy Ride Happy Life！」
『サイクルスポーツ』八重洲出版「モンスター瀬戸　世界5大山脈を行く」
『サイクルスポーツ』八重洲出版「モンスター瀬戸のサイクルライフ相談」
『Camp Goods Magazine』徳間書店「ONSEN CAMP GUIDE」